# 地球薄暮化

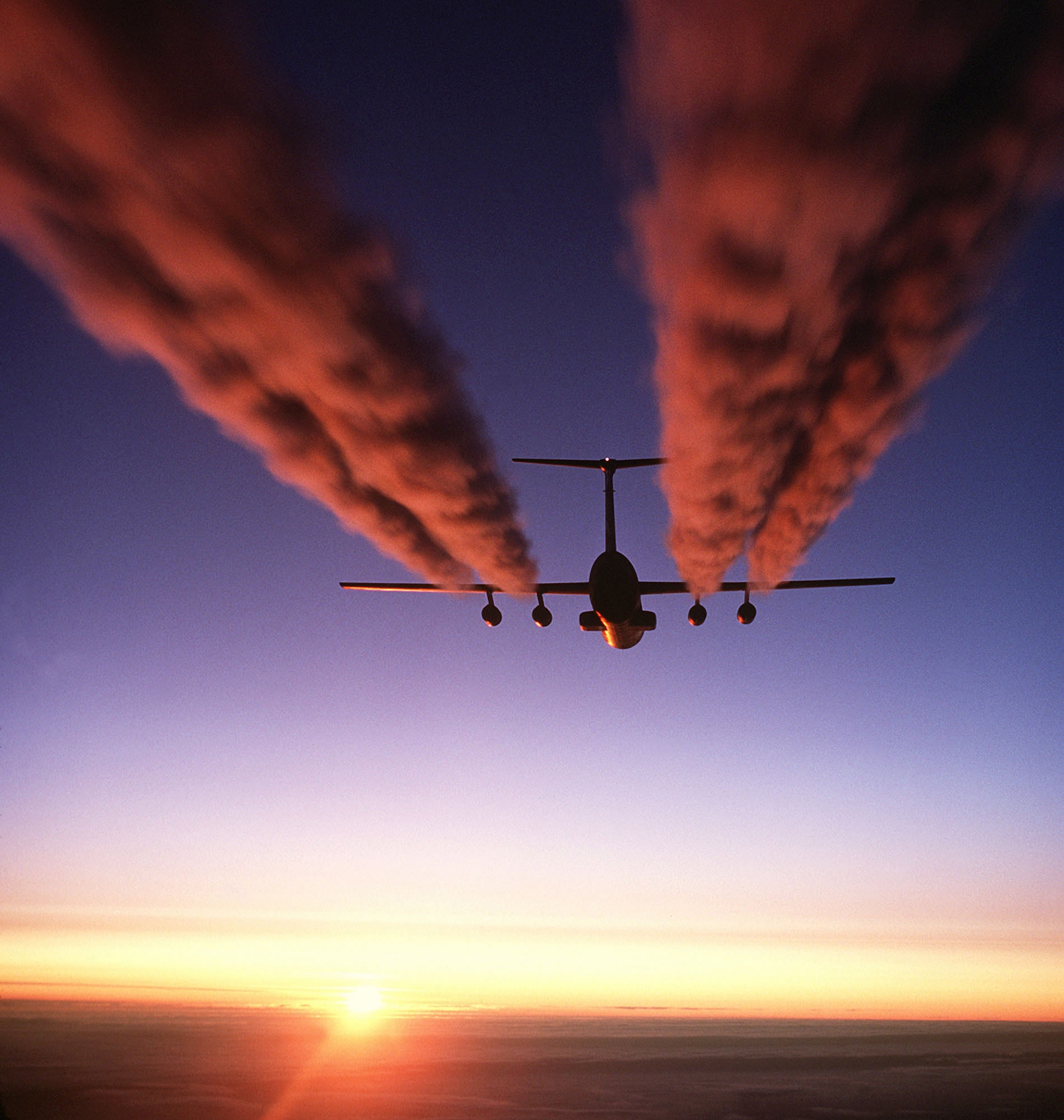
地球薄暮化の原因の1つとされる飛行機雲

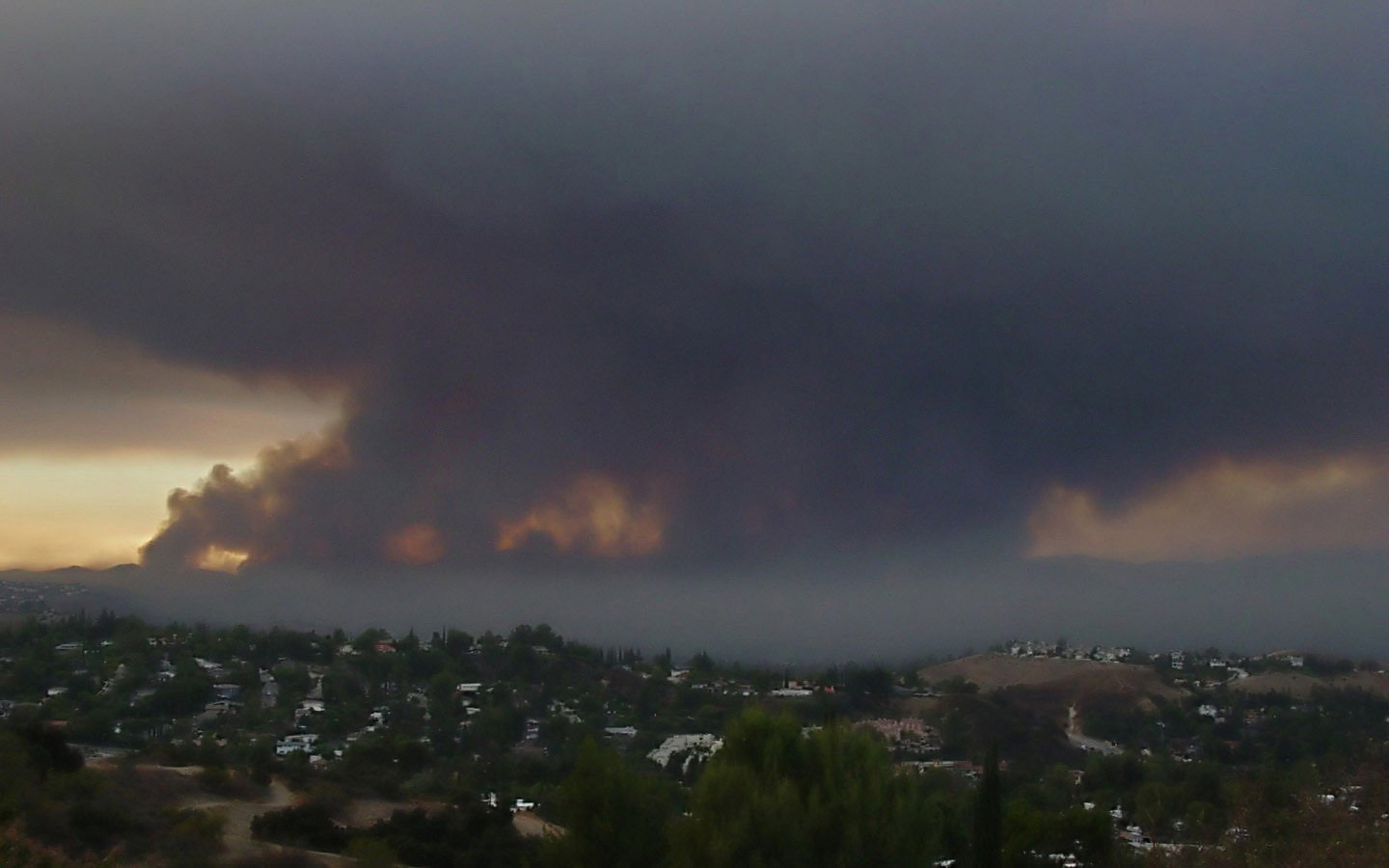
太陽光を遮る森林火災の煙

地球薄暮化（ちきゅうはくぼか）とは、雲の増加で太陽光が遮られて地球が暗くなる現象のこと。「地球暗化」や「グローバルディミング (Global dimming)」とも称される。

## メカニズム
地球表面の日射量は、太陽放射（太陽光）を遮る大気中の微粒子（エアロゾル）の量や雲の面積、大気の成分、さらには太陽放射そのものの量などで決まる。
このうち、太陽放射は周期的に変化しているものの、変動幅は1%程度と小さい。
また、大気の成分の中には、水蒸気や二酸化炭素など特定の波長の電磁波（太陽放射）を吸収するものが含まれており、これらの量次第で日射量が増減するものの、影響はあまり大きくない。

### 日傘効果
日射量の変化に密接に関係するのが、エアロゾルの量と雲の面積である。
雲の面積は、蒸発量や大気の対流の具合、地上と上空の気温差、凝結核となる微粒子の量などによって決まる。気温の上昇は蒸発量の増加をもたらし、また、凝結核となるエアロゾルの増加によって雲ができやすくなり、それぞれ雲の面積が増加し、地上への日射量が減少する。
これらエアロゾルや雲がもたらす地球表面への日射減（地上気温低下）は、日傘効果として知られている。

## 原因
薄暮化の原因と考えられているのが、人為的なエアロゾルの排出である。
工場の煙や車両からの排気ガス、焼き畑の煙など、いわゆる大気汚染物質によって大気中のエアロゾルが増加し、薄暮化が進んでいるというものである。
また、気温の上昇により、極地や高山の氷が融解して地球の水面積が増えるとともに、蒸発量が増え、薄暮化の進行に拍車をかけているとされている。
ただし、約50年間減少傾向にある日射量も、1990年代を境に減少幅が縮小または上昇に転じている。この原因と考えられているのが、排気ガス規制や排気を減らす技術の導入、および旧ソビエト連邦圏の経済停滞による排気ガスの減少などである。
また、飛行機雲も地球薄暮化の原因の1つではないかと考えられている。2001年9月には、アメリカ同時多発テロの影響により3日間に渡ってアメリカ全土で航空機の運行が禁止されたとき、アメリカ全土で昼夜の温度差が約1°C大きくなったことが観測されるなどしており、この説の根拠のひとつとなっている。
一方、自然起源のエアロゾルも影響していると考えられている。火山の大噴火や、自然発生した森林火災などがその原因である。